# 訃報 1989年12月
訃報 1989年12月（ふほう 1989ねん12がつ）では、1989年（平成元年）12月中に物故した、又は物故が報じられた人物についてまとめる。

## （1日 - 15日）

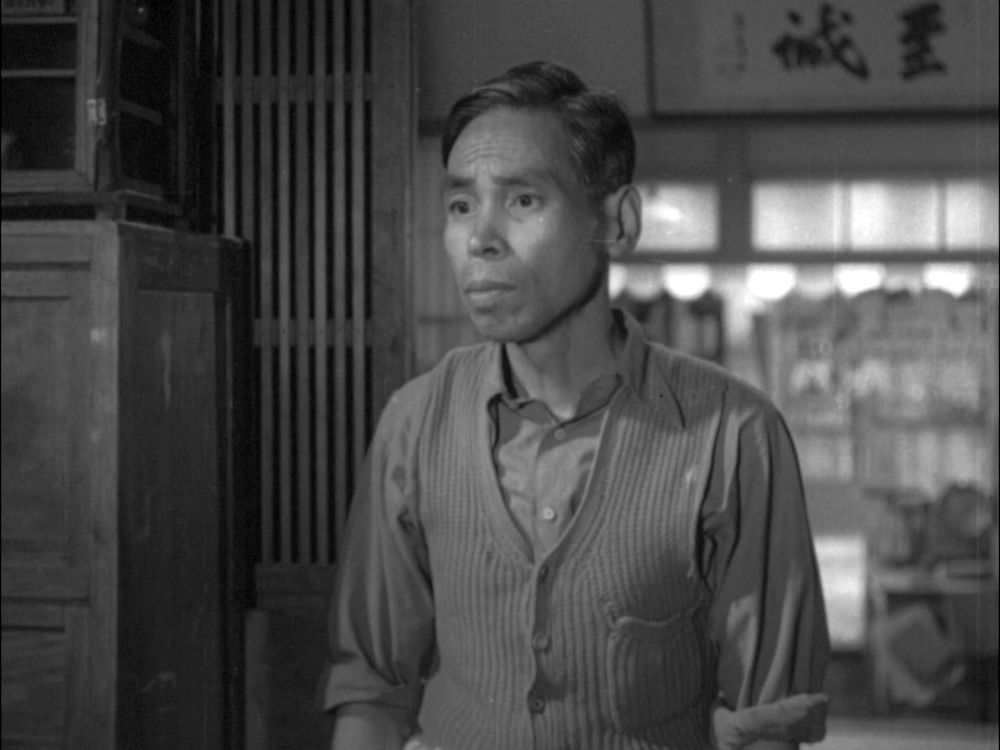
中村是好／12月6日没

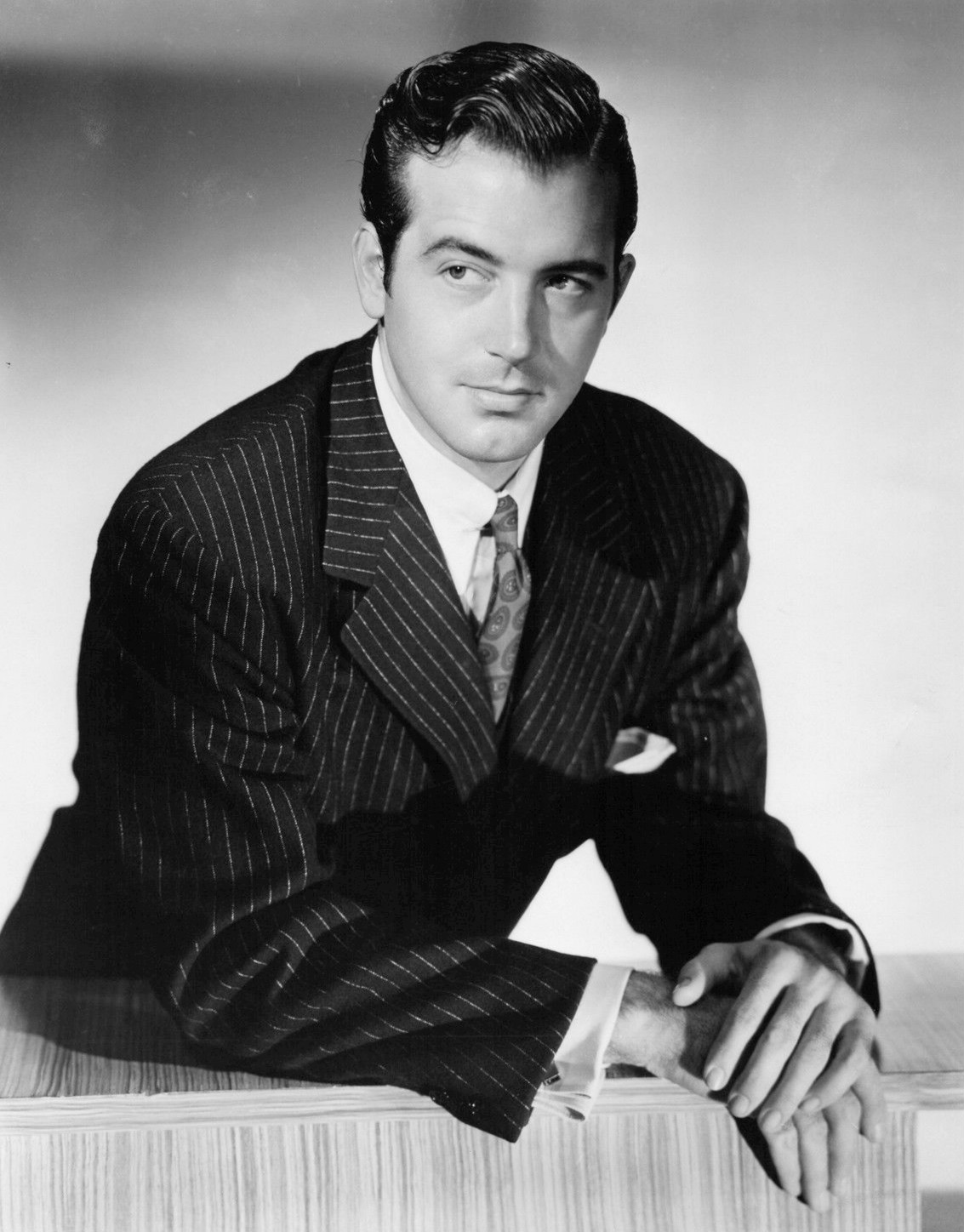
ジョン・ペイン／12月6日没

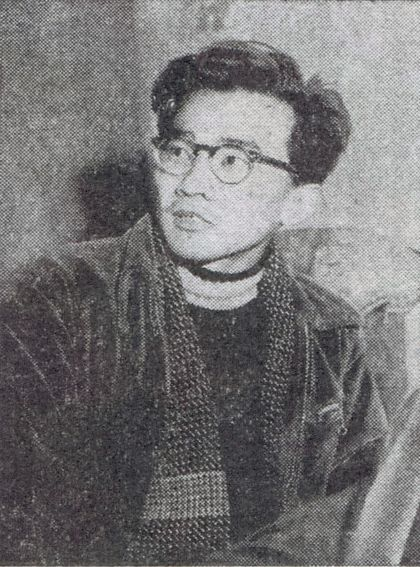
開高健／12月9日没

田河水泡／12月12日没

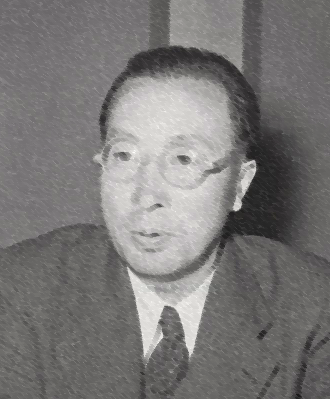
勝間田清一／12月14日没

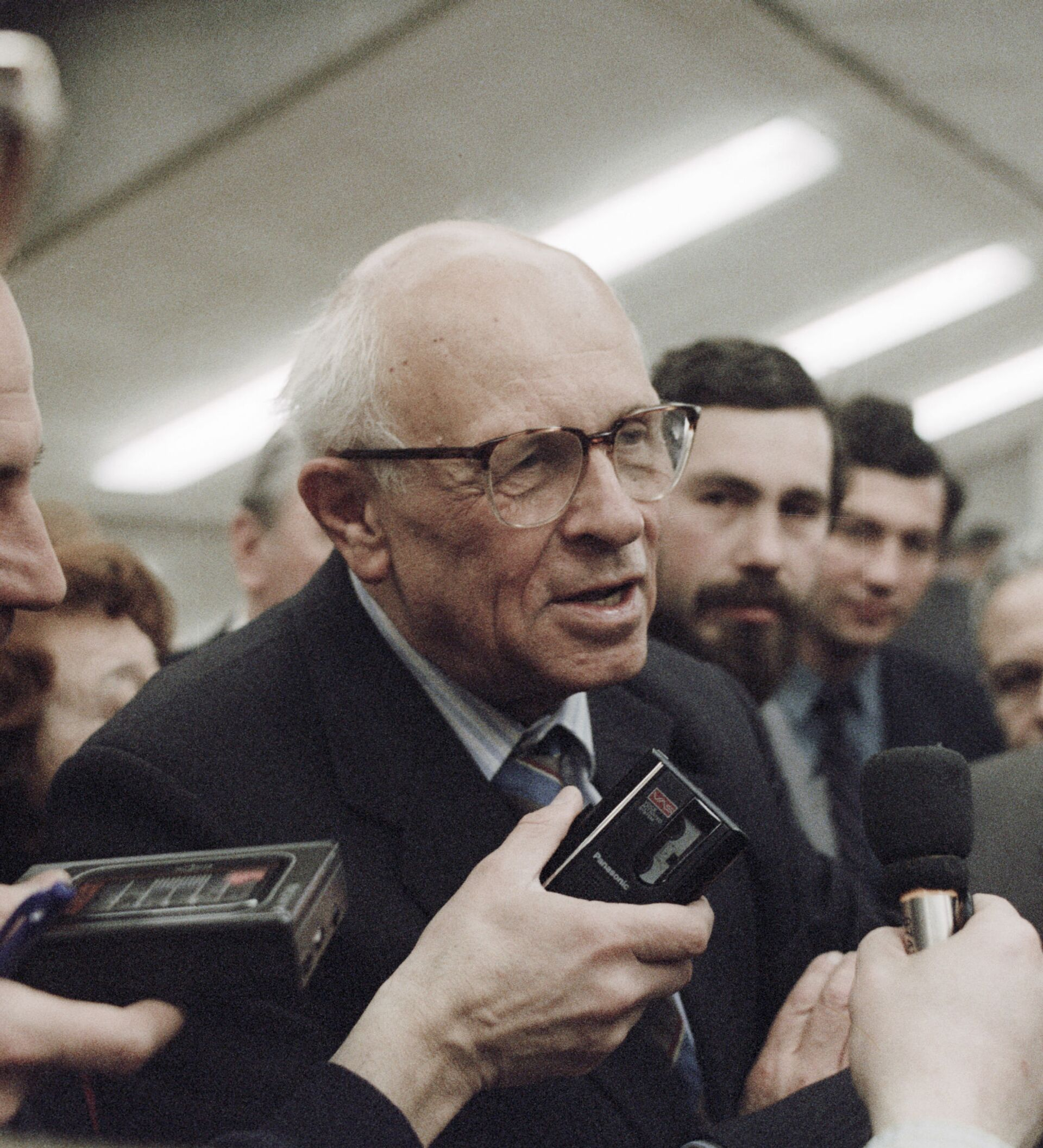
アンドレイ・サハロフ／12月14日没

- 12月4日 - 飯島藤十郎、山崎製パン創業者（* 1910年）
- 12月6日 - 中村是好、俳優（* 1900年）
- 12月6日 - ジョン・ペイン、アメリカの俳優（* 1912年）
- 12月6日 - 岩間鶴夫、映画監督（* 1913年）
- 12月9日 - サミー・フェイン、作曲家（* 1902年）
- 12月9日 - 諏訪博、TBS特別顧問（* 1915年）
- 12月9日 - 開高健、作家（* 1930年）
- 12月11日 - 森川公也、俳優、声優（* 1932年）
- 12月12日 - 田河水泡、漫画家（* 1899年）
- 12月14日 - 勝間田清一、元日本社会党委員長・衆議院副議長（* 1908年）
- 12月14日 - アンドレイ・サハロフ、物理学者・人権運動家（* 1921年）

## （16日 - 31日）

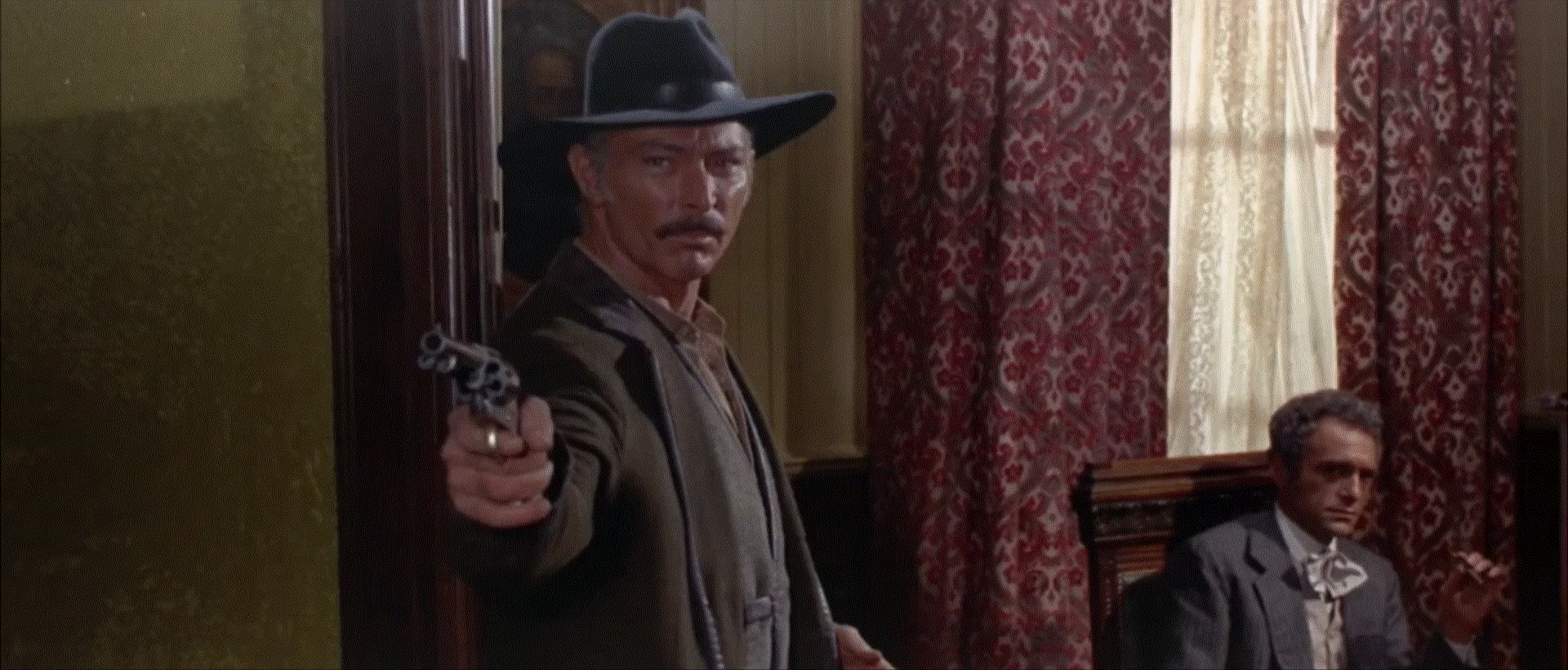
リー・ヴァン・クリーフ／12月16日没

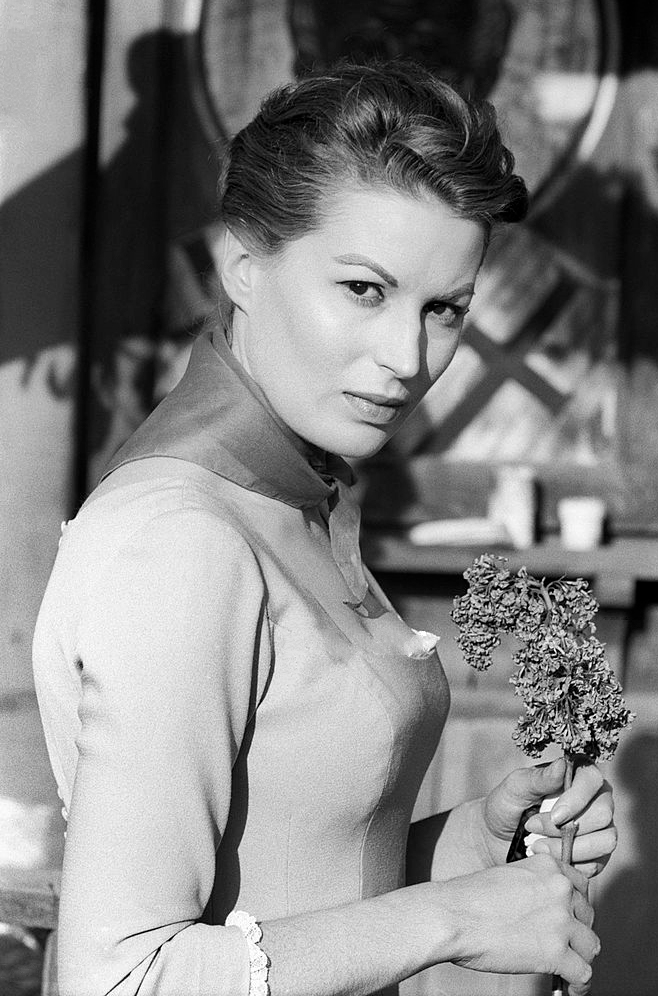
シルヴァーナ・マンガーノ／12月16日没

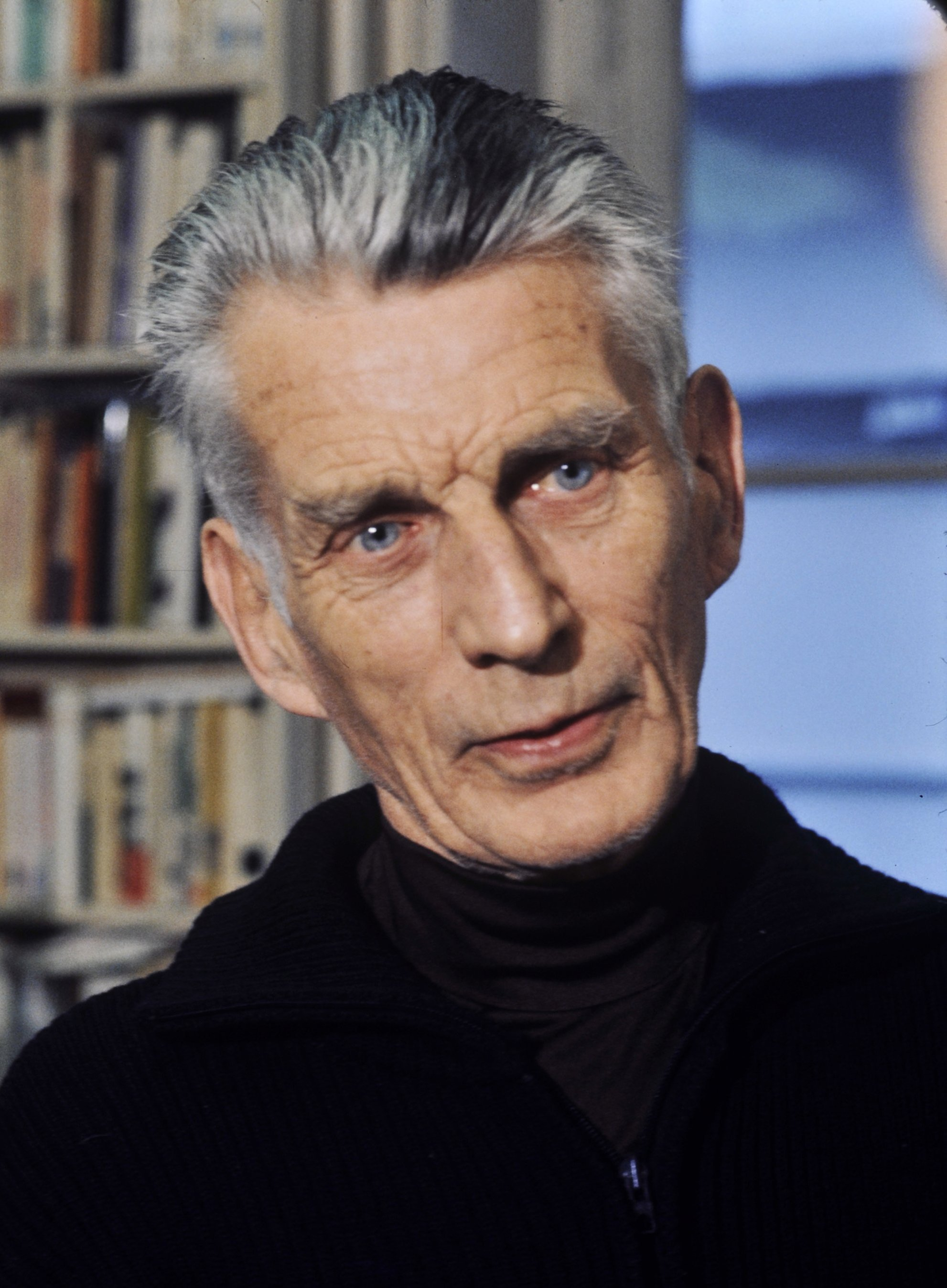
サミュエル・ベケット／12月22日没

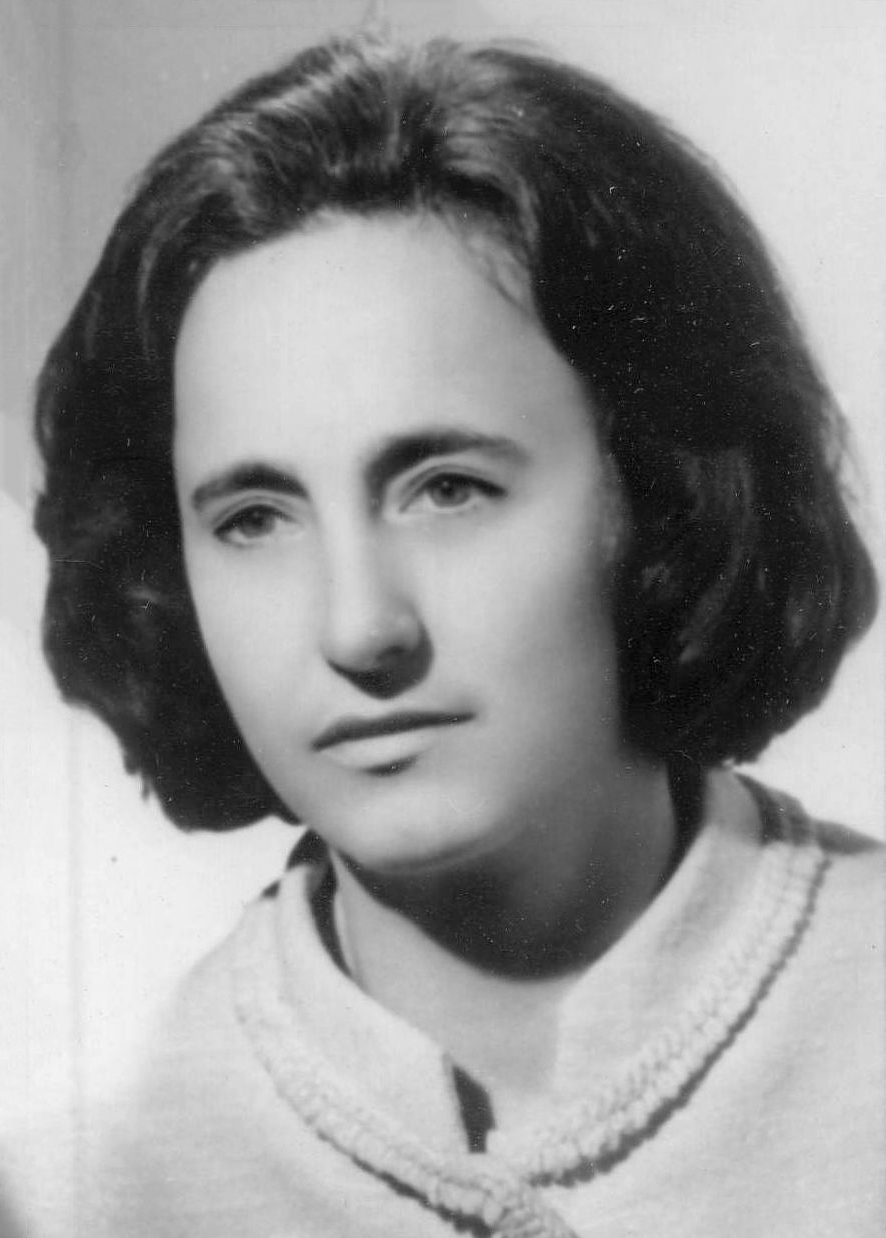
エレナ・チャウシェスク／12月25日没

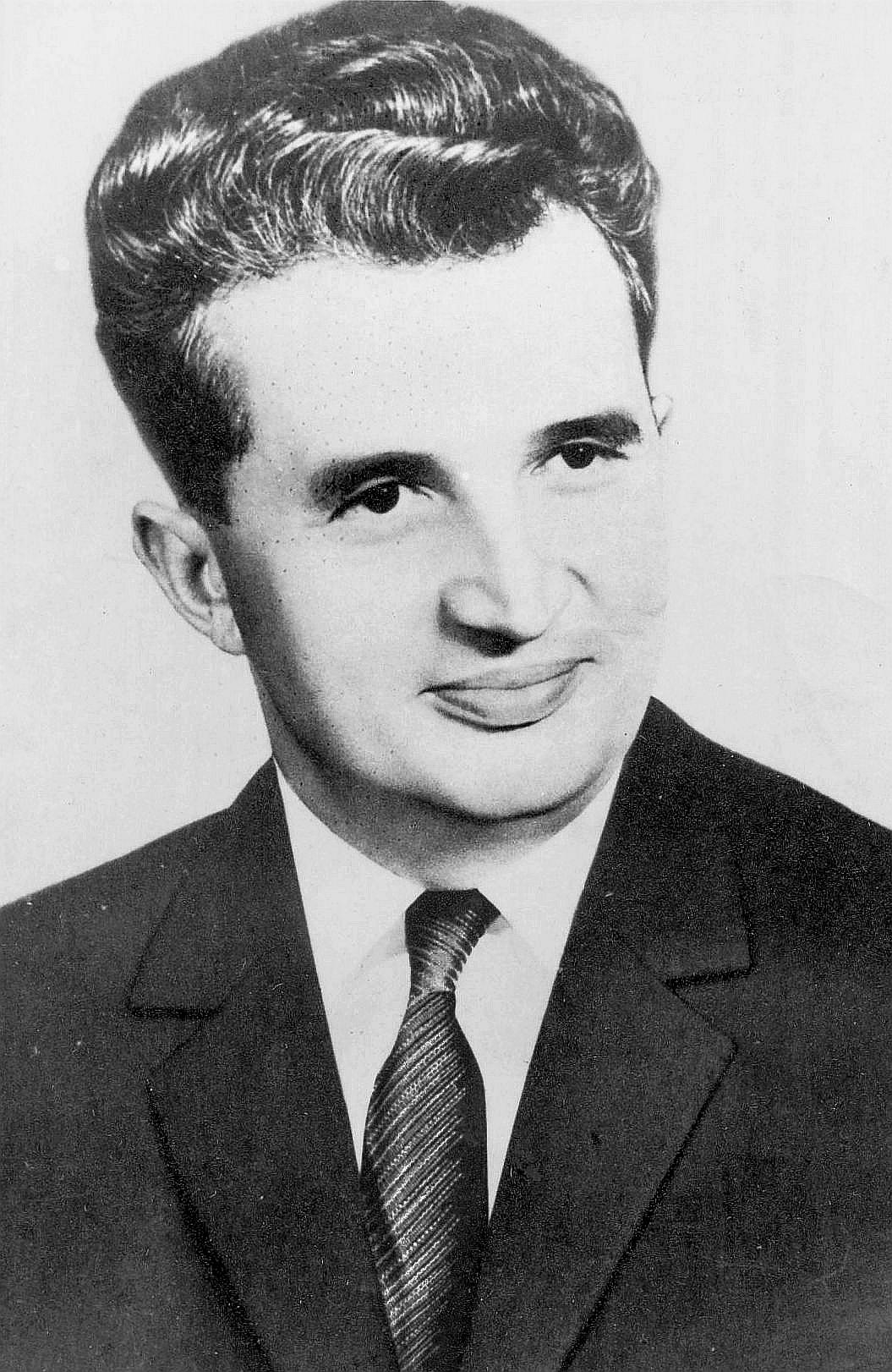
ニコラエ・チャウシェスク／12月25日没

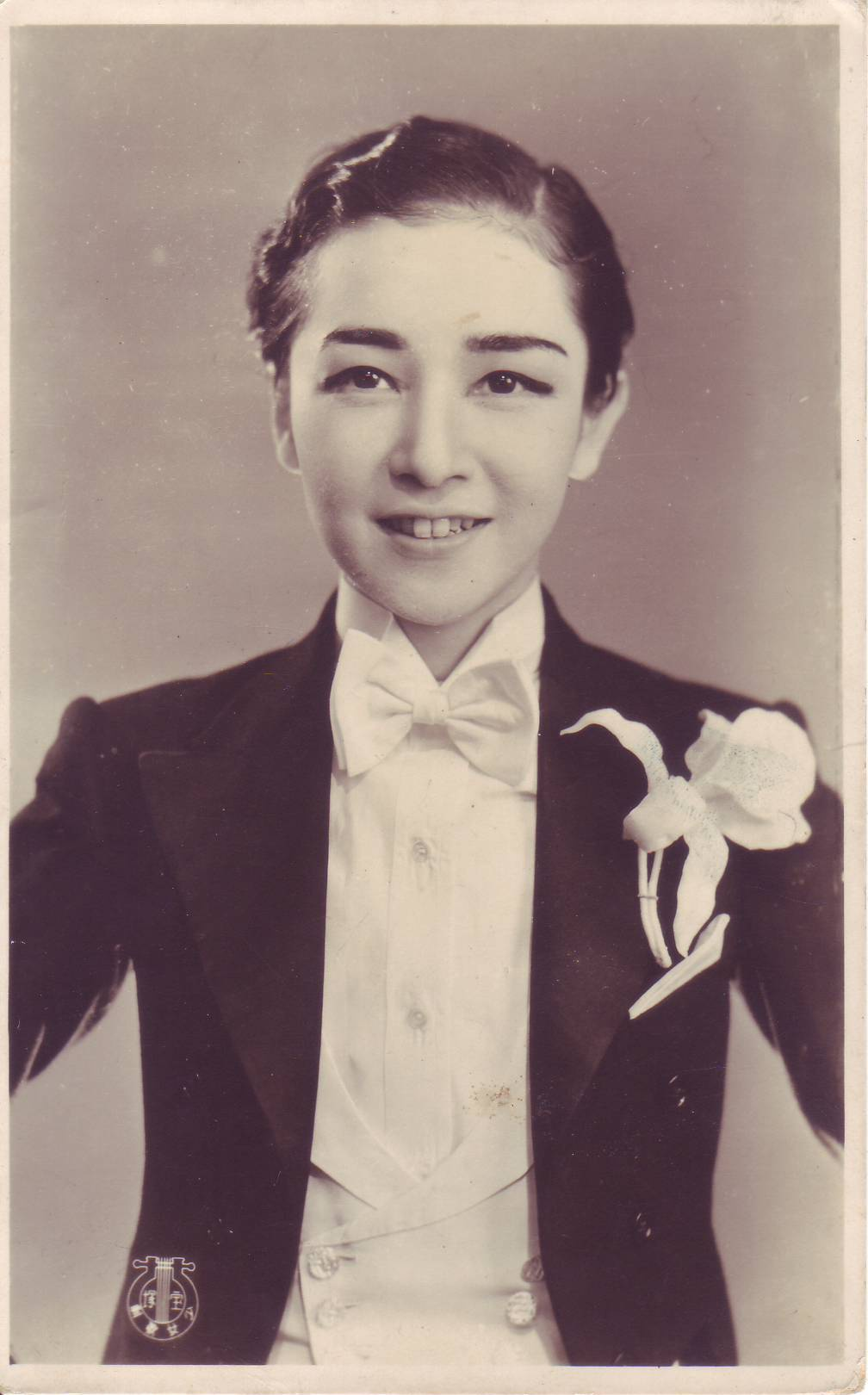
小夜福子／12月29日没

- 12月16日 - リー・ヴァン・クリーフ、俳優（* 1925年）
- 12月16日 - シルヴァーナ・マンガーノ、女優（* 1930年）
- 12月19日 - ジョルジュ・ルーキエ、映画監督（* 1909年）
- 12月22日 - サミュエル・ベケット、脚本家、小説家、詩人（* 1906年）
- 12月25日 - エレナ・チャウシェスク、元ルーマニア第一副首相（* 1916年）
- 12月25日 - ニコラエ・チャウシェスク、元ルーマニア大統領（* 1918年）
- 12月26日 - レノックス・バークリー、作曲家（* 1903年）
- 12月27日 - 天野創治郎、俳優（* 1924年）
- 12月28日 - 塩谷一夫、政治家（* 1920年）
- 12月29日 - 小夜福子、女優（* 1909年）